# St. Benedict Abbey (Massachusetts)

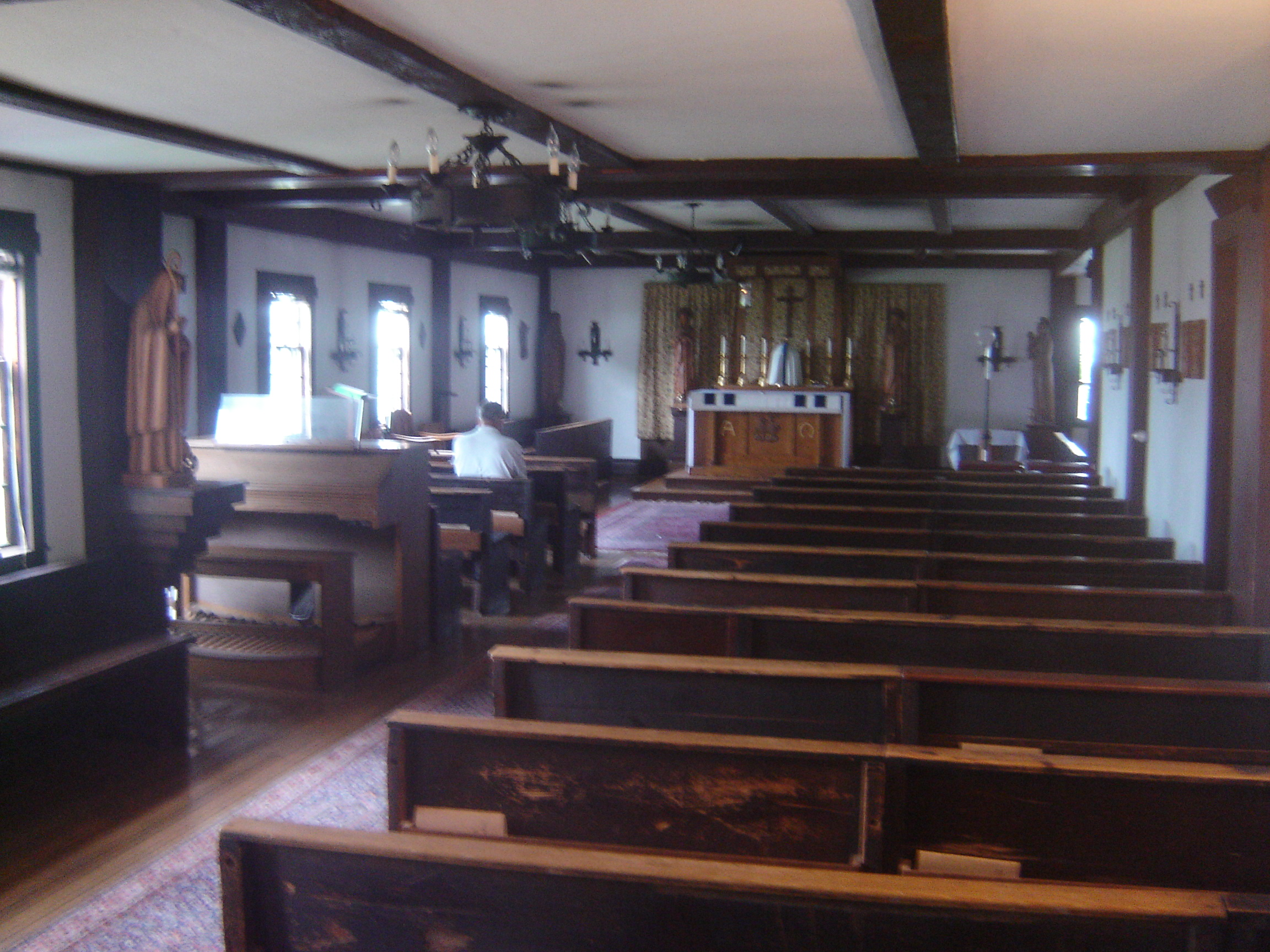
Abteikapelle, welche Therese von Lisieux geweiht ist.

St. Benedict Abbey in Still River, Massachusetts, Vereinigte Staaten, ist ein Benediktinerkloster mit fünf Brüdern und sieben Priestern, welches sich zur Aufgabe gemacht hat, das Stundengebet und die tridentinische Messe zu pflegen.

## Geschichte
Das Saint Benedict Center begann 1941 als ein Zentrum für Studenten in einem alten Möbelgeschäft am Harvard Square an der Ecke Bow Street und Arrow Street, nur einen halben Block vom Harvard Yard entfernt. Gegenüber war die romantische Fassade der St. Paul Church, die berühmte Universitätskirche von Cambridge.
Das Zentrum wurde von Catherine Goddard Clarke, Avery Dulles, damals Jurastudent, und Christopher Huntington, Dekan von Harvard, gegründet. Catherine Clarke gründete die Slaves of the Immaculate Heart of Mary, Avery Dulles trat in den Jesuitenorden ein und wurde später Kardinal, und Christopher Huntington, der Priester in Long Island, New York wurde.
Die Mönche folgen der Regula Benedicti und sind Mitglied der benediktinischen Konföderation.

### Kanonische Anerkennung
Leonard Feeney wurde später Leiter des Saint Benedict Center. Das Zentrum kam in Konflikt mit der Römisch-katholischen Kirche wegen der besonderen Interpretation von extra ecclesiam nulla salus durch Feeney. Diese führte auch zu einem unklaren Status der Gemeinschaft. 1975 wurde das Zentrum als Vereinigung von Gläubigen anerkannt. 1980 wurde die Gemeinschaft als ein abhängiges Benediktinerpriorat in der Schweizerisch-Amerikanische Kongregation aufgenommen. 1990 wurde es unabhängig und 1993 zu einer vollwertigen Abtei. Gabriel Gibbs OSB wurde zum ersten Abt gewählt.

### Äbte von St. Benedict Abbey
1. Right Reverend Gabriel Gibbs, OSB (1993–2010)
2. Right Reverend Xavier Connelly, OSB (seit 2010)[5]